# Брауде, Гирш Вульфович
Гирш Вульфович (Григорий Владимирович) Брауде (3 [16] мая 1906, Витебск — 18 марта 1992, Москва) — советский инженер, специалист в области телевизионной техники.

## Биография
Родился 3 (16 мая) 1906 года в Витебске в мещанской семье Вульфа Михелевича и Нехамы Лейбовны Брауде. Окончил Ленинградский политехнический институт (1929). В 1929—1933 годах работал в Ленинградском физико-техническом институте и Ленинградском электрофизическом институте ВСНХ.
В 1933—1941 годах научный сотрудник НИИ телемеханики. Кандидат технических наук (1938; без защиты диссертации). С 1940 года доктор технических наук, профессор.
С 1941 года работал в Москве во ВНИИ радио.
В 1946—1958 годах заведующий кафедрой радиотехники в Московском электротехническом институте имени В. М. Молотова.
Умер 18 марта 1992 года. Урна с прахом захоронена в колумбарии Введенского кладбища.
Брат — Борис (Борух) Вульфович Брауде (1910—1999), инженер, лауреат Сталинской премии.

## Научная деятельность
Изобретения и исследования в 1930-е годы
- разработка теории отрицательной реактивной и комплексной обратной связи в усилителях и появление на основе этой теории реактивной лампы (1934);
- безлучевая передающая телевизионная трубка для передачи кинофильмов «Статотрон» («трубка Брауде», 1938);
- трубка с двусторонней полупроводниковой мишенью (1938) — основной узел трубки «Суперортикон» (с коммутацией потенциального рельефа с обратной стороны мишени).

Во время Великой Отечественной войны занимался системами опознавания самолётов «Свой — Чужой».
В 1948 году предложил метод определения оптимальных параметров телесистемы по разложению их частотной и фазовой характеристик в степенной ряд («метод Брауде»), на основе которого разработал эффективные схемы широкополосной, противошумовой и апертурной коррекции.
С 1959 года занимался в НИИ радио исследованиями в области формирования телесигнала и цифровыми методами передачи неподвижных телевизионных изображений.

### Сочинения
Коррекция телевизионных и импульсных сигналов [Текст] : (сборник статей) / Г. В. Брауде. — М. : Связь, 1967. — 246 с. : ил.

## Награды и премии
- Сталинская премия 3-й степени (1948) — за разработку новых методов конструирования радиоприборов.